# Limenitis indefecta
Limenitis indefecta är en fjärilsart som beskrevs av Hans Fruhstorfer 1915. Limenitis indefecta ingår i släktet Limenitis och familjen praktfjärilar. Inga underarter finns listade i Catalogue of Life.